# Антигуа Барракуда
«Анти́гуа Барраку́да» (англ. Antigua Barracuda) — профессиональный футбольный клуб из города Осборн, прихода Сент-Джордж, Антигуа и Барбуда. Клуб был основан в 2010 году и участвовал в USL Pro, лиге третьего уровня США. Свои домашние матчи команда проводила на стадионе «Стэмфорд Крикет Граунд». Клуб был расформирован в 2014 году.

## История
В апреле 2010 года состоялась первая игра в истории команды. Это был товарищеский матч против «Пуэрто-Рико Айлендерс». На стадионе присутствовало около 1000 болельщиков.
Позже клуб должен провести ещё два товарищеских матча против «Монреаль Импакт». Первый товарищеский матч был сыгран 17 апреля 2010 года, а вот второй, назначенный на 4 сентября, не состоялся, так как 20 августа руководство команды объявило о финансовых проблемах, из-за которых матч пришлось отменить.
23 сентября руководство USL Pro официально объявило о вступлении клуба в лигу.
17 апреля 2011 года команда провела свой первый официальный домашний матч против «Лос-Анджелес Блюз», в котором уступила со счётом 1:2. Первый гол в истории клуба забил Таморли Томас.
Клуб был членом Футбольной ассоциации Антигуа и Барбуды, а также входил в Карибский футбольный союз (КОЕ). В 2012 году принимал участие в чемпионате Клубный чемпионат Карибского футбольного союза за право попадания в Лигу чемпионов КОНКАКАФ.
В сезоне 2013 года клуб проиграл все 26 игр чемпионата, что стало абсолютным антирекордом лиги. Вскоре клуб был расформирован из-за отсутствия собственного стадиона и финансовых проблем.

## Стадион
Команда проводила свои домашние игры на стадионе «Стэмфорд Крикет Граунд», в городе Осборн, прихода Сент-Джордж, Антигуа и Барбуда. Сам стадион был построен как стадион для игры в крикет в 2006 году, но был временно переоборудован в футбольный для игр команды.

## Главные тренеры
- Том Кёртис (2011—2012)[7]
- Фернандо «Нандо» Абраам (2013)[8]
- Эйдриан Уитбред (2013)[9]